# Neo Geo CDZ
Il Neo Geo CDZ è una console sviluppata dalla società giapponese SNK e fu concepito come "potenziamento" della precedente console per avere dei tempi di caricamento accettabili, e non come il suo erede.

## Storia
Il CDZ fu presentato sul mercato giapponese 29 dicembre 1995 dalla SNK per rimpiazzare il Neo Geo CD. Il NGCD aveva avuto un limitato successo per via dei tempi di caricamento molto lunghi (da 30 a 60 secondi a seconda dei livelli e del gioco). Sebbene la divisione americana avesse rapidamente compreso che la nuova console non avrebbe avuto le capacità di competere con le nuove console dotate di grafica tridimensionale come il Sega Saturn o la PlayStation, la società madre decise di introdurre comunque la console ritenendo che il mercato giapponese potesse essere interessato a una console bidimensionale ma con tempi di caricamento accettabili.
Voci diffuse parlavano di molte modifiche apportate all'hardware del lettore in modo da incrementare la velocità di lettura, la voce più insistente parlava di un nuovo lettore con velocità 2X a sostituzione del precedente lettore 1X. In realtà la SNK mantenne l'hardware del lettore CD identico ma introdusse una maggior quantità di memoria in modo da poter introdurre delle zone temporanee di immagazzinamento in modo da ridurre i tempi di caricamento dei livelli di gioco. Nonostante gli sforzi della società i tempi di caricamento non si ridussero in modo significativo. Segnaliamo il fatto che, forse a causa di un difetto di progettazione, alcune unità di questo modello, in certe condizioni (oltre un'ora e mezza di gioco), erano soggette a surriscaldamenti con conseguente danneggiamento della console.

## Disponibilità
Il CDZ annovera la terza generazione di lettori CD prodotti da SNK, le prime due generazioni erano basate sul meccanismo di caricamento frontale e dall'alto. Come l'originale meccanismo a caricamento frontale il CDZ fu messo in commercio solo sul mercato Giapponese. Tuttavia la mancanza del blocco regionale e la possibilità di utilizzare i giochi delle precedenti console lo rese un articolo molto popolare tra gli appassionati statunitensi ed europei di questo tipo di console.

## Specifiche
- CPUs: 16 bit Toshiba 68HC000 a 12 MHz e 8 bit Zilog Z80A a 4 Mhz
- Colori sullo schermo:  4.096
- Colori disponibili:  65.536
- Risoluzione:  304 x 224 pixel (standard) e 320 x 224 pixel
- Massimo numero di sprite:  384 (fino a 96 sprite per linea di scansione)
- Massima dimensione sprite:  16 x 512 pixel
- Numero di livelli:  3 (128 sprite per livello)
- Canali audio: 15 (Yamaha YM2610)
- Memoria RAM: 7 Mbytes (56 Mbit)
- Video RAM: 512 Kbytes (4 Mbit)
- Z80 RAM:  64 Kbytes
- Velocità CD-ROM: 1X (150 Kbytes/s)
- Memoria di salvataggio: 2 Kbytes